# Lillesjön (Långaryds socken, Småland, 633131-135461)
Lillesjön är en sjö i Hylte kommun i Småland och ingår i Nissans huvudavrinningsområde.